# Identifikation von Arzneimitteln
Identifikation von Arzneimitteln (englisch: Identification of medicinal products, abgekürzt IDMP) ist der Name einer Gruppe von Normen der Internationalen Organisation für Normung (ISO) im Bereich der medizinischen Informatik. Die Normen definieren Datenelemente, Strukturen und Beziehungen zwischen Datenelementen für den Austausch von Informationen oder zur Identifizierung von Arzneimitteln. Dies ist von Bedeutung für die Pharmakovigilanz, regulatorische und andere Aktivitäten im Zusammenhang mit Arzneimitteln.
Zu dieser Gruppe gehören die folgenden Normen:
- ISO 11615:2012 – Arzneimittel[1]
- ISO 11616:2012 – Pharmazeutische Produkte[2]
- ISO 11240:2012 – Maßeinheiten[3]
- ISO 11239:2012 – Kataloge für Darreichungsformen, Dosiereinheiten, Anwendungsarten und Behältnisse[4]
- ISO 11238:2012 – Substanzinformationen[5]

Die gesamte Gruppe der Normen wurde für die Nutzung bei Humanarzneimitteln entwickelt.